# Zaozhuang
Zaozhuang léase Tsáo-Zhuáng (en chino: 枣庄市,pinyin: Zǎozhuāng shì, literalmente: aldea de Azufaifo) es una ciudad-prefectura en la provincia de Shandong, República Popular China. Limita al norte con Jining,al sur con Xuzhou,al oeste con Shangqiu y al este con la Linyi. Su área es de 4550 km² y su población total es de 3,72 millones.

## Administración
La ciudad prefectura de Zaozhuang se divide en 5 distritos y 1 ciudad. 
- Distrito Shizhong (市中区)
- Distrito Xuecheng (薛城区)
- Distrito Shanting  (山亭区)
- Distrito Yicheng (峄城区)
- Distrito Tai'erzhuang (台儿庄区)
- Ciudad Tengzhou (滕州市)

-Estos se deviden en 44 pueblos, 2 municipios y 16 subdistritos-.

## Economía
La economía de la ciudad se mantiene con los recursos naturales que se encuentran en la zona que incluyen: carbón, piedra caliza, yeso, mármol, granito, cuarzo, hierro, cerámica, arcilla y la ganadería. Las tres principales industrias son la minería del carbón, la generación de energía eléctrica, y la producción de materiales de construcción.